# نشيد موريتانيا الوطني
كلمات النشيد الوطني الموريتاني كتبها الشاعر بابه ولد الشيخ سيديا في القرن التاسع عشر الميلادي، ولحنها Tolia Nikiprowetzky وعزفها على آلة التيدنيت المطرب سيداتي ولد اب. واختارته الحكومة الموريتانية عام 1960م حين استقلت ولكن من ناحية الكلمات فإن الدستور لا يشمل كلمات للنشيد ولكن يظن الكثير من الناس وحتى أنه تكتب في منشورات وطنية كثيرة كلمات أنشدها الشاعر الموريتاني بابه ولد الشيخ سيديا في القرن التاسع عشر الميلادي كمواعظ يظنونها النشيد الوطني للبلاد ولعل السبب الأول هو أنها على نغمته المتفق عليها. وفي عام 2017 تغير لحن النشيد على يد الموسيقار المصري راجح داوود والأبيات هي كالآتي :
تم التغييرُ:
مطلع النشيد الجديد:

## النشيد الجديد
لكن في زمن مقاومة الإستعمار الفرنسي قام أعضاء من حزب النهضة بكتابة نشيد وطني غير رسمي سنة 1958
وهي على نغمة النشيد الوطني كما أنها أنشدت لتكون نشيدا لولا منع النظام الفرنسي لذلك